# Werner Fretz
Werner Fretz (* 24. Juni 1952 in Bottenwil) ist ein ehemaliger Schweizer Radrennfahrer.

## Sportliche Laufbahn
1974 siegte er im Etappenrennen um den Grand Prix Guillaume Tell, wobei er eine Etappe gewann. 1973 hatte er bereits eine Etappe der Rundfahrt für sich entschieden. Mit der Nationalmannschaft der Schweiz bestritt er die Tour de l’Avenir. In der Meisterschaft von Zürich für Amateure wurde er Dritter hinter dem Sieger Roland Salm. Auch in der Tour du Lac Léman wurde er Dritter. Im Rennen der UCI-Strassen-Weltmeisterschaften belegte er 1973 den 67. Platz, 1974 wurde er 43. und 1977 35. 1977 wurde er Fünfter im britischen Milk Race.
Im Bahnradsport konnte er 1977 den Silbernen Adler von Köln mit Hans Känel als Partner gewinnen.